# آن‌ها (ترانه)
«آن‌ها» (به انگلیسی: They) ترانه‌ای از جِم خواننده/ترانه‌سرای اهل ولز است. این یکی از قطعات اولین آلبوم استودیویی او به‌نام بالاخره بیدار شد (۲۰۰۴) است که در قالب نخستین تک‌آهنگ آن آلبوم هم منتشر شد.
جِم در «آن‌ها» از سَمپل بخش آغازین یکی از آثار گروه موسیقی سوینگل سینگرز استفاده کرده‌است. سوینگل سینگرز در سال ۱۹۶۳ آلبومی به‌نام سباستین باخ جَز منتشر کردند که دربردارندهٔ اجراهای آوازی از ساخته‌های یوهان سباستیان باخ بود. قطعه‌ای که سوینگل سینگرز اجرا کردند و جِم از سمپل آن استفاده کرده پرلود در فا مینور از جلد دوم مجموعهٔ کلاویه خوش‌آهنگ باخ است.

## موقعیت در جدول‌های فروش موسیقی
| جدول (۲۰۰۴–۲۰۰۵)                 | جایگاه |
| -------------------------------- | ------ |
| جدول‌های ای‌آرآی‌ای استرالیا        | ۲۸     |
| او۳ تاپ ۴۰ اتریش                 | ۱۵     |
| اولتراتاپ بلژیک (فلاندرز)        | ۱۱     |
| اولتراتاپ بلژیک (فلاندرز)        | ۷      |
| تاپ‌هیت کشورهای مستقل همسود       | ۵      |
| جدول کنترل رسانهٔ آلمان           | ۴۵     |
| آی‌اف‌پی‌آی یونان                   | ۸      |
| انجمن شرکت‌های ضبط مجارستانی      | ۱      |
| جدول تک‌آهنگ‌های ایرلند            | ۸      |
| فدراسیون صنعت موسیقی ایتالیا     | ۴۷     |
| ۴۰ آهنگ برتر هلند                | ۲۷     |
| ۱۰۰ تک‌آهنگ برتر هلند             | ۲۹     |
| جدول تک‌آهنگ‌های اسکاتلند          | ۷      |
| فهرست برترین‌های سوئد             | ۴۷     |
| جدول تک‌آهنگ‌های بریتانیا          | ۶      |
| جدول ادالت آلترنتیو مجلهٔ بیلبورد | ۱۸     |